# فرنك برن

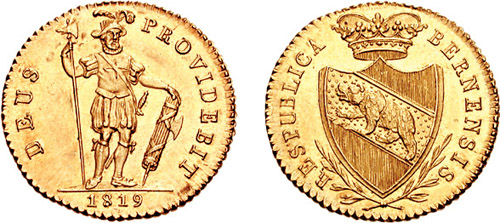
16 فرنك دبلون.

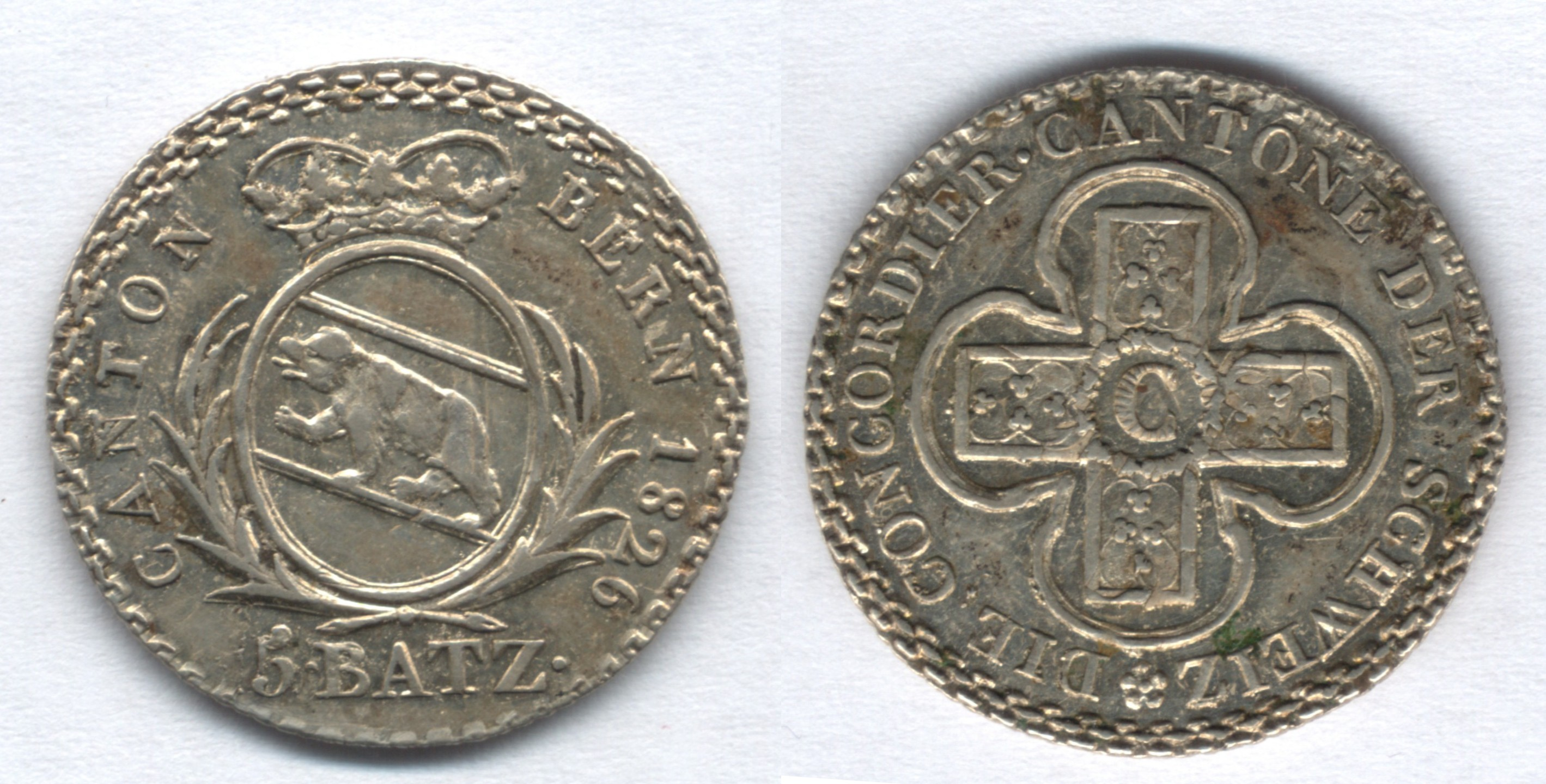
5 باتزن 1826.

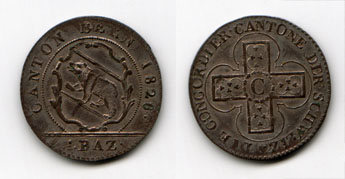
1 باتزن 1826.

فرنك برن كان عملة سويسرية من كانتون برن بين عامي 1798-1850 ويقسم إلى 10 باتزن وكل باتزن إلى 10 رابن.

## التاريخ
كان الفرنك عملة الجمهورية الهلفتيكية منذ 1798، مستبدلًا ثالر برن. توقفت الجمهورية عن إصدار فرنكها في 1803 أصدرت برن عملتها بين 1808 و1836. في 1850 صدر الفرنك السويسري حيث كل 1½ فرنك سويسري = 1 فرنك برن.

## القطع المعدنية
صدرت القطع المعدنية بفئات 1 و2 و2½ و5 رابن و½ و1 باتزن و2½ و5 باتزن فضية و1 و2 و4 فرنك. كما استخدمت برن الإكو و6 ليفر الفرنسي كمعادل لفئة 40 باتزن.